# Ванекю (Нью-Джерсі)
Ванекю (англ. Wanaque) — місто (англ. borough) в США, в окрузі Пассаїк штату Нью-Джерсі. Населення — 11 317 осіб (2020).

## Географія
Ванекю розташований за координатами 41°2′36″ пн. ш. 74°17′23″ зх. д. / 41.04333° пн. ш. 74.28972° зх. д. (41.043436, -74.289748).  За даними Бюро перепису населення США в 2010 році місто мало площу 23,96 км², з яких 20,69 км² — суходіл та 3,27 км² — водойми.

## Демографія
Згідно з переписом 2010 року, у селищі мешкало 11 116 осіб у 4018 домогосподарствах у складі 3027 родин. Було 4184 помешкання
Расовий склад населення:
| - 87,5 % — білих - 4,7 % — азіатів - 3,1 % — чорних або афроамериканців - 0,4 % — корінних американців - 2,2 % — осіб інших рас |

До двох чи більше рас належало 2,1 %. Частка іспаномовних становила 9,7 % від усіх жителів.
За віковим діапазоном населення розподілялося таким чином: 20,6 % — особи молодші 18 років, 61,2 % — особи у віці 18—64 років, 18,2 % — особи у віці 65 років та старші. Медіана віку мешканця становила 43,8 року. На 100 осіб жіночої статі у селищі припадало 91,6 чоловіків;  на 100 жінок у віці від 18 років та старших — 90,2 чоловіків також старших 18 років.
Середній дохід на одне домашнє господарство  становив 101 666 доларів США (медіана — 88 125), а середній дохід на одну сім'ю — 110 029 доларів (медіана — 94 112). Медіана доходів становила 60 788 доларів для чоловіків та 53 845 доларів для жінок. За межею бідності перебувало 4,5 % осіб, у тому числі 1,9 % дітей у віці до 18 років та 1,5 % осіб у віці 65 років та старших.
Цивільне працевлаштоване населення становило 5964 особи. Основні галузі зайнятості: освіта, охорона здоров'я та соціальна допомога — 24,4 %, роздрібна торгівля — 13,6 %, мистецтво, розваги та відпочинок — 10,2 %, фінанси, страхування та нерухомість — 9,6 %.